# TUBB8
TUBB8 (англ. Tubulin beta 8 class VIII) — білок, який кодується однойменним геном, розташованим у людей на 10-й хромосомі. Довжина поліпептидного ланцюга білка становить 444 амінокислот, а молекулярна маса — 49 776. Належить до групи тубулінів.
| 10         |  | 20         |  | 30         |  | 40         |  | 50         |
| ---------- |  | ---------- |  | ---------- |  | ---------- |  | ---------- |
| MREIVLTQIG |  | QCGNQIGAKF |  | WEVISDEHAI |  | DSAGTYHGDS |  | HLQLERINVY |
| YNEASGGRYV |  | PRAVLVDLEP |  | GTMDSVRSGP |  | FGQVFRPDNF |  | IFGQCGAGNN |
| WAKGHYTEGA |  | ELMESVMDVV |  | RKEAESCDCL |  | QGFQLTHSLG |  | GGTGSGMGTL |
| LLSKIREEYP |  | DRIINTFSIL |  | PSPKVSDTVV |  | EPYNATLSVH |  | QLIENADETF |
| CIDNEALYDI |  | CSKTLKLPTP |  | TYGDLNHLVS |  | ATMSGVTTCL |  | RFPGQLNADL |
| RKLAVNMVPF |  | PRLHFFMPGF |  | APLTSRGSQQ |  | YRALTVAELT |  | QQMFDAKNMM |
| AACDPRHGRY |  | LTAAAIFRGR |  | MPMREVDEQM |  | FNIQDKNSSY |  | FADWLPNNVK |
| TAVCDIPPRG |  | LKMSATFIGN |  | NTAIQELFKR |  | VSEQFTAMFR |  | RKAFLHWYTG |
| EGMDEMEFTE |  | AESNMNDLVS |  | EYQQYQDATA |  | EEEEDEEYAE |  | EEVA       |

A: Аланін

C: Цистеїн

D: Аспарагінова кислота

E: Глутамінова кислота

F: Фенілаланін

G: Гліцин

H: Гістидин

I: Ізолейцин

K: Лізин

L: Лейцин

M: Метіонін

N: Аспарагін

P: Пролін

Q: Глутамін

R: Аргінін

S: Серин

T: Треонін

V: Валін

W: Триптофан

Цей білок наявний у цитоплазмі яйцеклітини та ранніх ембріонів приматів та відсутній у більшості інших тканин. Він також відсутній у важливого модельного об'єкта ембріології — миші. Це основний бета-тубуліновий білок цитоскелету ооцита та найважливіший при утворенні веретена поділу зиготи та ранніх бластомерів.
Ген складається з 4 екзонів. Білок має C-кінцевий тубуліновий домен та N-кінцевий ГТФазний домен, включно з сайтом зв'язування з ГТФ.
Мутації в гені цього білка призводять до порушень нормального ембріонального розвитку, зокрема до зупинки дозрівання ооцитів, порушення запліднення, зупинки раннього ембріонального розвитку та порушення імплантації зародка.